# Hongkong na Mistrzostwach Świata w Lekkoatletyce 2017
Hongkong na Mistrzostwach Świata w Lekkoatletyce 2017 – reprezentacja Hongkongu podczas Mistrzostw Świata w Londynie liczyła 1 zawodniczkę, która nie zdobyła medalu.

## Skład reprezentacji
Kobiety
| Zawodniczka   | Konkurencja           | Finał   | Finał   |
| Zawodniczka   | Konkurencja           | Wynik   | Pozycja |
| ------------- | --------------------- | ------- | ------- |
| Ching Siu-nga | chód na 20 kilometrów | 1:35:04 | 35.     |